# Eredivisie 2021/22 (mannenvoetbal)/Transfers winter
Dit is een lijst van transfers uit de Nederlandse Eredivisie in de maand januari van het jaar 2022, tijdens de winterstop van het seizoen 2021/22. Hierin staan alleen transfers die clubs uit de Eredivisie hebben voltooid.
De transferperiode duurt van 1 januari 2022 tot en met 31 januari. Deals mogen op elk moment van het jaar gesloten worden, maar de transfers zelf mogen pas in de transferperiodes plaatsvinden. Transfervrije spelers (spelers zonder club) mogen op elk moment van het jaar gestrikt worden.
| Speler                | Nationaliteit         | Oude club          | Nieuwe club                | Extra                                             |
| --------------------- | --------------------- | ------------------ | -------------------------- | ------------------------------------------------- |
| Joost van Aken        | Nederland             | Geen club          | sc Heerenveen              | Transfervrij                                      |
| Pontus Almqvist       | Zweden                | FK Rostov          | FC Utrecht                 | Verhuurd                                          |
| Mohamed Amissi        | Burundi               | Heracles Almelo    | Roda JC                    |                                                   |
| Djavan Anderson       | Nederland             | Lazio              | PEC Zwolle                 | Verhuurd                                          |
| Francesco Antonucci   | België                | Feyenoord          | FC Volendam                | Verhuurd                                          |
| Samuel Armenteros     | Zweden                | Geen club          | Heracles Almelo            | Transfervrij                                      |
| Aventis Aventisian    | Griekenland           | PAOK Saloniki      | Go Ahead Eagles            | Transfervrij                                      |
| Aliou Baldé           | Mali                  | Feyenoord          | Waasland-Beveren           | Verhuurd                                          |
| Naoufal Bannis        | Nederland             | Feyenoord          | NAC Breda                  | Verhuurd                                          |
| Cole Bassett          | Verenigde Staten      | Colorado Rapids    | Feyenoord                  | Verhuurd                                          |
| Thomas Beekman        | Nederland             | N.E.C.             | Helmond Sport              | Verhuurd                                          |
| Benaissa Benamar      | Marokko               | FC Utrecht         | FC Volendam                | Verhuurd                                          |
| Charlison Benschop    | Curaçao               | SV Sandhausen      | Fortuna Sittard            | Circa € 420.000, -                                |
| Davy van den Berg     | Nederland             | FC Utrecht         | Roda JC                    | Verhuurd                                          |
| Melayro Bogarde       | Nederland             | 1899 Hoffenheim    | FC Groningen               | Verhuurd                                          |
| Wilfried Bony         | Ivoorkust             | Geen club          | N.E.C.                     | Transfervrij                                      |
| Jordan Botaka         | Congo-Kinshasa        | AA Gent            | Fortuna Sittard            | Verhuurd                                          |
| Yacine Bourhane       | Comoren               | Go Ahead Eagles    | Esbjerg fB                 |                                                   |
| Joshua Brenet         | Nederland             | 1899 Hoffenheim    | FC Twente                  | Transfervrij                                      |
| Brian Brobbey         | Nederland             | RB Leipzig         | Ajax                       | Verhuurd                                          |
| Delano Burgzorg       | Nederland             | Heracles Almelo    | Mainz 05                   | Verhuurd                                          |
| Yiğit Emre Çeltik     | Turkije               | Fortuna Sittard    | Podbeskidzie Bielsko-Biała | Verhuurd                                          |
| Jeremy Cijntje        | Curaçao               | Heracles Almelo    | FC Den Bosch               | Verhuurd, was verhuurd aan Roda JC                |
| Valentin Cojocaru     | Roemenië              | Dnipro-1           | Feyenoord                  | Verhuurd                                          |
| Christian Conteh      | Duitsland             | Feyenoord          | FC Dordrecht               | Verhuurd, was verhuurd aan SV Sandhausen          |
| Daniel Crowley        | Engeland              | Cheltenham Town    | Willem II                  | Transfervrij                                      |
| Adrián Dalmau         | Spanje                | FC Utrecht         | Sparta Rotterdam           |                                                   |
| Alessandro Damen      | Nederland             | Heracles Almelo    | ADO Den Haag               | Verhuurd                                          |
| Wessel Dammers        | Nederland             | FC Groningen       | Willem II                  | Verhuurd                                          |
| Oussama Darfalou      | Algerije              | Vitesse            | PEC Zwolle                 | Verhuurd                                          |
| Mark Diemers          | Nederland             | Feyenoord          | Hannover 96                | Verhuurd                                          |
| Ferdy Druijf          | Nederland             | AZ                 | Rapid Wien                 | Verhuurd, was verhuurd aan KV Mechelen            |
| Dario Đumić           | Bosnië en Herzegovina | FC Twente          | SV Sandhausen              |                                                   |
| Riza Durmisi          | Denemarken            | Lazio              | Sparta Rotterdam           | Verhuurd                                          |
| Abdenasser El Khayati | Nederland             | Geen club          | Willem II                  | Transfervrij                                      |
| Emanuel Emegha        | Nederland             | Sparta Rotterdam   | Royal Antwerp              | Circa € 1.500.000, -                              |
| Runar Espejord        | Noorwegen             | sc Heerenveen      | Bodø/Glimt                 | Was verhuurd aan Tromsø IL                        |
| Leandro Fernandes     | Nederland             | PEC Zwolle         | FK Jerv                    |                                                   |
| Joaquín Fernández     | Uruguay               | sc Heerenveen      | Atenas                     | Verhuurd, was verhuurd aan Montevideo City Torque |
| Paul Gladon           | Nederland             | Geen club          | Fortuna Sittard            | Transfervrij                                      |
| Hilary Gong           | Nigeria               | Vitesse            | FK Haugesund               | Transfervrij                                      |
| Kenzo Goudmijn        | Nederland             | AZ                 | Excelsior                  | Verhuurd, was verhuurd aan Sparta Rotterdam       |
| Adrian Grbić          | Oostenrijk            | FC Lorient         | Vitesse                    | Verhuurd                                          |
| Albert Guðmundsson    | IJsland               | AZ                 | Genoa                      | Circa € 1.200.000, -                              |
| Warner Hahn           | Sovjet-Unie           | Go Ahead Eagles    | IFK Göteborg               | Transfervrij                                      |
| Emil Hansson          | Zweden                | Fortuna Sittard    | Heracles Almelo            |                                                   |
| Thom Haye             | Nederland             | NAC Breda          | sc Heerenveen              | Circa € 750.000, -                                |
| Sam Hendriks          | Nederland             | SC Cambuur         | De Graafschap              | Verhuurd                                          |
| Jorrit Hendrix        | Nederland             | Spartak Moskou     | Feyenoord                  | Verhuurd                                          |
| Nick Hengelman        | Nederland             | Pirin Blagoëvgrad  | Go Ahead Eagles            | Transfervrij                                      |
| Enrico Hernández      | Nederland             | FC Eindhoven       | Vitesse                    | Was verhuurd                                      |
| Justin Hoogma         | Nederland             | 1899 Hoffenheim    | Heracles Almelo            |                                                   |
| Jizz Hornkamp         | Nederland             | FC Den Bosch       | Willem II                  | Circa € 200.000, -                                |
| Sydney van Hooijdonk  | Nederland             | Bologna            | sc Heerenveen              | Verhuurd                                          |
| Mohamed Ihattaren     | Nederland             | Juventus           | Ajax                       | Verhuurd                                          |
| Luka Ilić             | Servië                | FC Twente          | Manchester City            | Was verhuurd                                      |
| Patrick Joosten       | Nederland             | FC Groningen       | SC Cambuur                 | Verhuurd                                          |
| Joeri de Kamps        | Nederland             | Slovan Bratislava  | Sparta Rotterdam           | Verhuurd                                          |
| Arian Kastrati        | Kosovo                | Fortuna Sittard    | MVV Maastricht             | Verhuurd, was verhuurd aan NK Dekani              |
| Milos Kerkez          | Hongarije             | AC Milan           | AZ                         | Circa € 2.000.000, -                              |
| Rodney Kongolo        | Nederland             | sc Heerenveen      | Cosenza                    |                                                   |
| Ruben van Kouwen      | Nederland             | Fortuna Sittard    | MVV Maastricht             | Verhuurd                                          |
| Filip Krastev         | Bulgarije             | SC Cambuur         | Lommel SK                  | Was verhuurd                                      |
| Roy Kuijpers          | Nederland             | FC Den Bosch       | RKC Waalwijk               | Transfervrij                                      |
| Toshio Lake           | Nederland             | Fortuna Sittard    | MVV Maastricht             | Verhuurd                                          |
| Evert Linthorst       | Nederland             | Al-Ittihad         | Go Ahead Eagles            |                                                   |
| Kilian Ludewig        | Duitsland             | Red Bull Salzburg  | Willem II                  | Verhuurd                                          |
| Jody Lukoki           | Congo-Kinshasa        | FC Twente          | Geen club                  | Transfervrij                                      |
| Naoki Maeda           | Japan                 | Nagoya Grampus     | FC Twente                  | Verhuurd                                          |
| Cuco Martina          | Curaçao               | Geen club          | Go Ahead Eagles            |                                                   |
| Emmanuel Matuta       | België                | PSV                | FC Groningen               |                                                   |
| Younes Namli          | Denemarken            | FK Krasnodar       | Sparta Rotterdam           | Verhuurd                                          |
| David Neres           | Brazilië              | Ajax               | Sjachtar Donetsk           | Circa € 12.000.000, -                             |
| Thijmen Nijhuis       | Nederland             | MVV Maastricht     | FC Utrecht                 | Was verhuurd                                      |
| Maduka Okoye          | Nigeria               | Sparta Rotterdam   | Watford                    | Circa € 5.000.000, -, direct terugverhuurd        |
| Elias Olsson          | Zweden                | FC Groningen       | Kalmar FF                  | Was verhuurd                                      |
| Jayden Oosterwolde    | Nederland             | FC Twente          | Parma                      | Verhuurd                                          |
| Thijs Oosting         | Nederland             | AZ                 | Willem II                  | Circa € 1.000.000, -                              |
| Mohammed Osman        | Syrië                 | Sparta Rotterdam   | Geen club                  | Transfervrij                                      |
| Anas Ouahim           | Marokko               | SV Sandhausen      | Heracles Almelo            | Transfervrij                                      |
| Mark Pabai            | Verenigde Staten      | PEC Zwolle         | SPAL                       |                                                   |
| Maarten Paes          | Nederland             | FC Utrecht         | FC Dallas                  | Verhuurd                                          |
| Davy Pröpper          | Nederland             | PSV                | —                          | Gestopt                                           |
| Dante Rigo            | België                | PSV                | Beerschot                  |                                                   |
| Ole Romeny            | Nederland             | N.E.C.             | FC Emmen                   |                                                   |
| Robbin Ruiter         | Nederland             | Willem II          | Geen club                  | Transfervrij                                      |
| Andreas Samaris       | Griekenland           | Geen club          | Fortuna Sittard            | Transfervrij                                      |
| Bassala Sambou        | Duitsland             | Fortuna Sittard    | Crewe Alexandra            |                                                   |
| Philippe Sandler      | Nederland             | Manchester City    | Feyenoord                  | Transfervrij                                      |
| Amin Sarr             | Zweden                | Malmö FF           | sc Heerenveen              | Circa € 2.300.000, -                              |
| Dimitris Siovas       | Griekenland           | Geen club          | Fortuna Sittard            | Transfervrij                                      |
| Bryan Smeets          | Nederland             | Sparta Rotterdam   | Lommel SK                  |                                                   |
| Kamal Sowah           | Ghana                 | Club Brugge        | AZ                         | Verhuurd                                          |
| Mark Spenkelink       | Nederland             | Lokomotivi Tbilisi | RKC Waalwijk               | Transfervrij                                      |
| Sekou Sylla           | Senegal               | TOP Oss            | SC Cambuur                 | Transfervrij                                      |
| Anas Tahiri           | Marokko               | CFR Cluj           | sc Heerenveen              | Transfervrij                                      |
| Oussama Tannane       | Marokko               | Vitesse            | Göztepe SK                 | Transfervrij                                      |
| João Carlos Teixeira  | Portugal              | Feyenoord          | Famalicão                  | Transfervrij                                      |
| Jens Teunckens        | België                | RKC Waalwijk       | Lierse Kempenzonen         |                                                   |
| Przemysław Tytoń      | Polen                 | geen club          | Ajax                       | Transfervrij                                      |
| Henk Veerman          | Nederland             | sc Heerenveen      | FC Utrecht                 | Circa € 350.000, -                                |
| Joey Veerman          | Nederland             | sc Heerenveen      | PSV                        | Circa € 6.000.000, -                              |
| Michael Verrips       | Nederland             | Sheffield United   | Fortuna Sittard            | Verhuurd                                          |
| Arno Verschueren      | België                | Lommel SK          | Sparta Rotterdam           | Verhuurd                                          |
| Eric Verstappen       | Nederland             | Geen club          | Vitesse                    | Transfervrij                                      |
| Rai Vloet             | Nederland             | Heracles Almelo    | Astana                     | Transfervrij                                      |
| Julian von Moos       | Zwitserland           | Vitesse            | FC Basel                   | Was verhuurd                                      |
| Max de Waal           | Nederland             | Ajax               | PEC Zwolle                 | Verhuurd                                          |
| Patrik Wålemark       | Zweden                | BK Häcken          | Feyenoord                  | Circa € 3.250.000, -                              |
| Maikel van der Werff  | Nederland             | FC Cincinnati      | PEC Zwolle                 | Transfervrij                                      |
| Kwasi Okyere Wriedt   | Ghana                 | Willem II          | Holstein Kiel              |                                                   |
| John Yeboah           | Duitsland             | Willem II          | MSV Duisburg               | Verhuurd                                          |
| Rick Zuijderwijk      | Nederland             | FC Den Bosch       | Willem II                  | Was verhuurd                                      |

2007/08 (zomer · winter) · 
2008/09 (zomer · winter) · 
2009/10 (zomer · winter) · 
2010/11 (zomer · winter) · 
2011/12 (zomer · winter) · 
2012/13 (zomer · winter) · 
2013/14 (zomer · winter) · 
2014/15 (zomer · winter) · 
2015/16 (zomer · winter) · 
2016/17 (zomer · winter) ·
2017/18 (zomer · winter) ·
2018/19 (zomer · winter) ·
2019/20 (zomer · winter) ·
2020/21 (zomer · winter) ·
2021/22 (zomer · winter) ·
2022/23 (zomer · winter) ·
2023/24 (zomer · winter) ·
2024/25 (zomer · winter) ·